# Bernard Wright
Bernard Wright (Queens, 16 de novembro de 1963 – 19 de maio de 2022) foi um tecladista e cantor estadunidense de funk e jazz, filho da cantora Roberta Flack. Em 2013, sua canção "Haboglabotribin'" figurou na trilha sonora do jogo Grand Theft Auto V, mais precisamente na rádio Space 103.2.

## Discografia

### Álbums
| Ano  | Título      | EUA | EUA R&B | EUA Jazz |
| ---- | ----------- | --- | ------- | -------- |
| 1981 | Nard        | 116 | 53      | 7        |
| 1983 | Funky Beat  | -   | 58      | -        |
| 1985 | Mr. Wright  | -   | 25      | -        |
| 1990 | Fresh Hymns | -   | -       | -        |

### Singles
| Ano  | Título                      | EUA R&B | EUA Dance |
| ---- | --------------------------- | ------- | --------- |
| 1981 | "Just Chillin' Out"         | 33      | 85        |
| 1981 | "Haboglabotribin'"          | 78      | -         |
| 1982 | "Won't You Let Me Love You" | 88      | -         |
| 1983 | "Funky Beat"                | 39      | -         |
| 1985 | "Who Do You Love"           | 6       | 44        |
| 1986 | "After You"                 | 23      | -         |

## Morte
Bernard morreu no dia 19 de maio de 2022, aos 58 anos de idade, vítima de um acidente de trânsito.